# Artisanat algérien

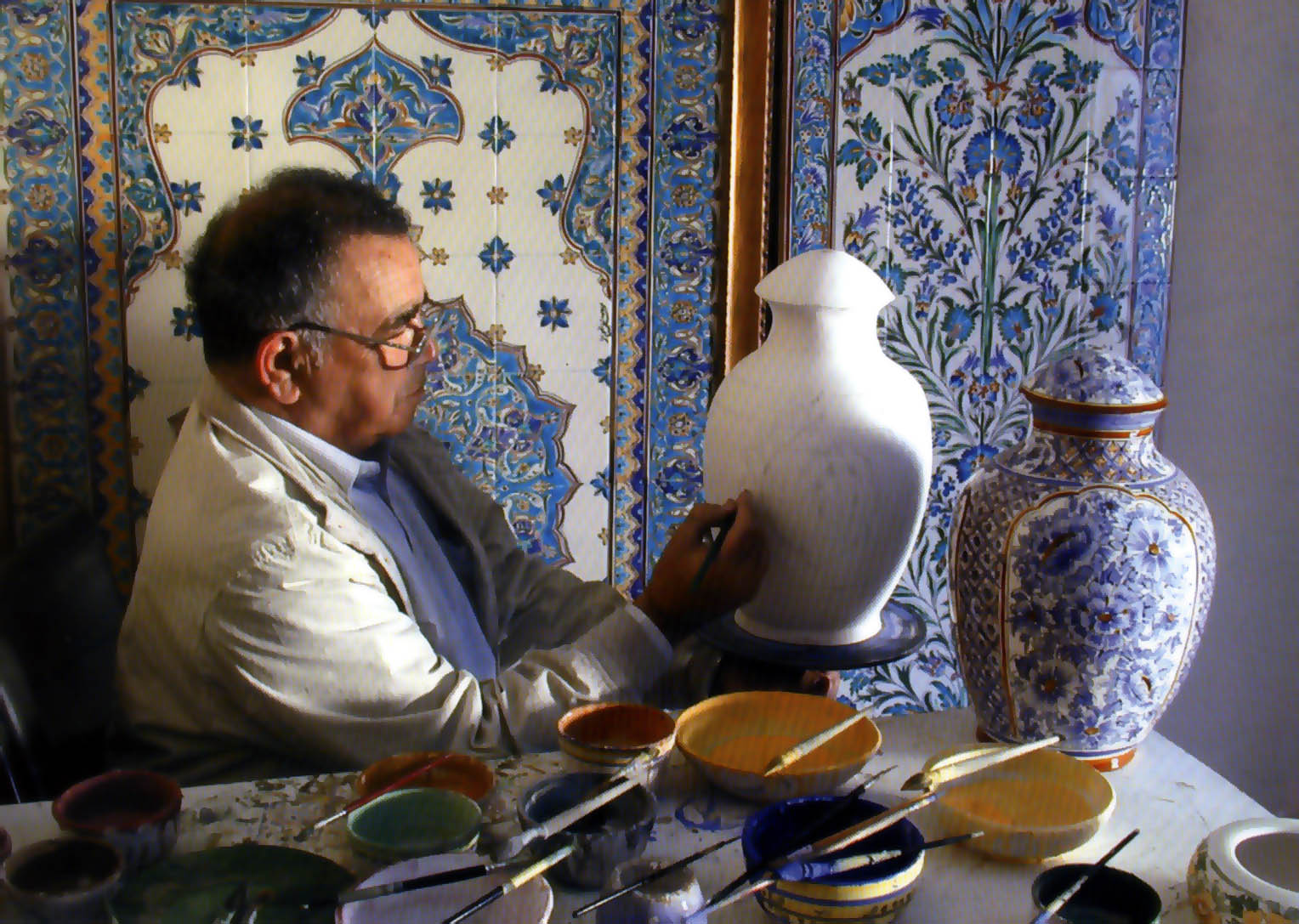
Le maître céramiste Mohamed Boumehdi (1924-2006)

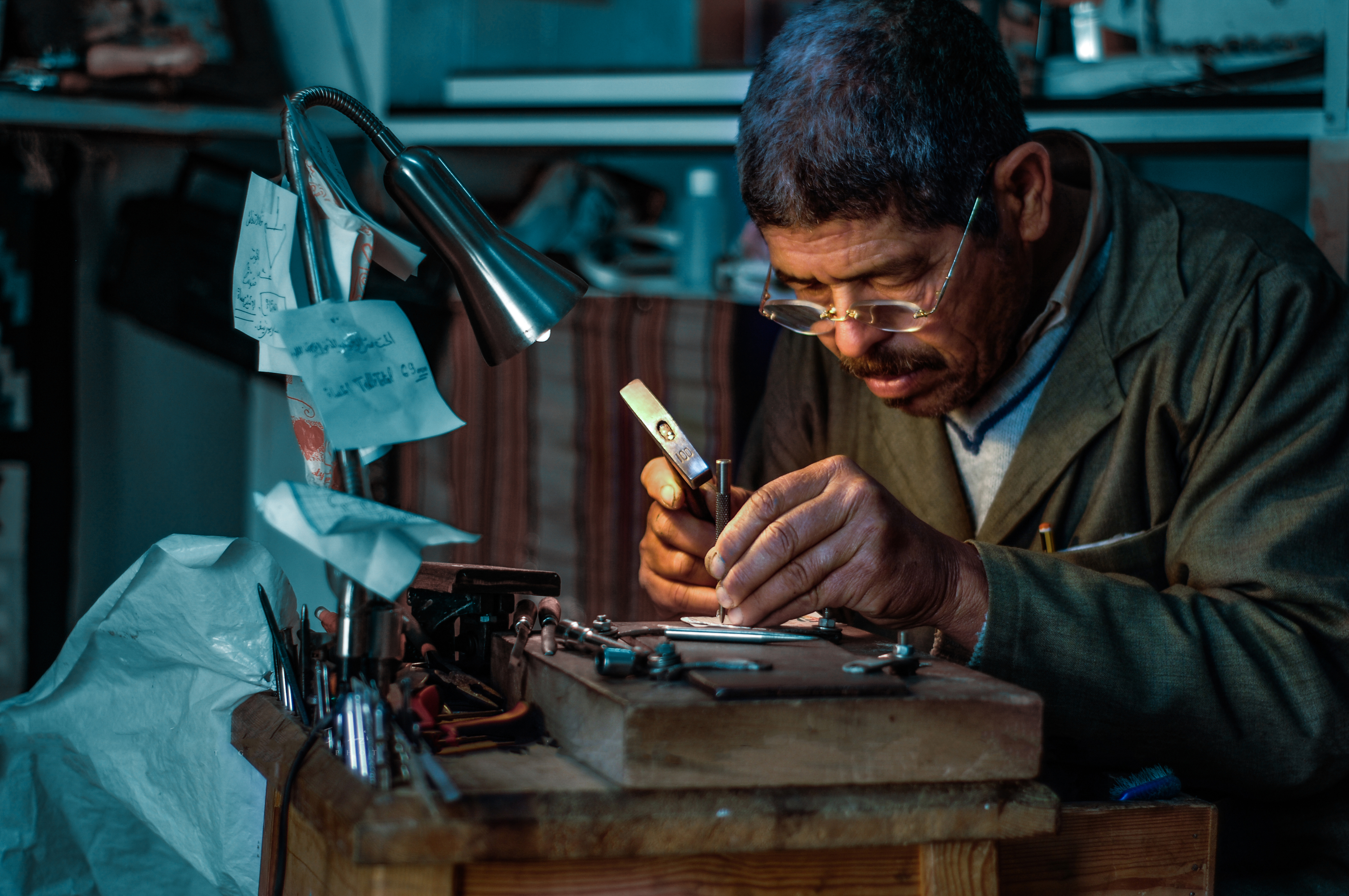
Un artisan graveur

L'Artisanat algérien est riche par son histoire, ses artisans, la superficie et la diversité du pays. C'est un secteur national qui regroupe 506 104 activités avec 960 000 emplois créés en 2018 et qui a contribué avec 33 milliards de DA au PIB algérien en 2017.

## Histoire
Le ministère du Tourisme et de l'Artisanat s'occupe de gérer le budget lié à la promotion du secteur artisanal.
L’artisanat algérien, est d’une incontestable richesse et d’une étonnante variété tant dans les formes, que dans les techniques et les décors. Cette richesse est rehaussée par la modestie des matériaux dont sont constituées les œuvres artisanales. Nécessaires à la vie quotidienne, elles sont conçues dans un but utilitaire et souvent comportent des motifs dont la signification, suivant les croyances locales, leur confère des vertus protectrices. La diversité des conditions climatiques, des ressources naturelles et les différentes civilisations de l’Algérie expliquent la présence d’une vaste gamme de spécialités artisanales.

## Lois et textes juridiques
Les lois et textes juridiques qui régissent l'artisanat algérien sont contenues dans le Recueil des textes législatifs et réglementaires relatifs à l’artisanat publié annuellement par le Ministère du Tourisme et de l'Artisanat Algérien.

## Les produits de l'artisanat

### Bijoux
- Les bijoux de Kabylie, Aurès, Sud algérois, Ghardaïa, Tamanrasset, requièrent des techniques et des matériaux multiples à la disposition des artisans.

C'est surtout l'argent qui est employé par les populations rurales, l'or est employé dans les parures des villes comme Alger ou Constantine. Le bijou algérien est avant tout dans la forme et dans l'utilité un bijou berbère, c'est ensuite au gré des régions et des influences (islamiques, andalouses, sahélienne…) qu'il va s'enrichir de décors et de formes géométriques multiples, ce qui fait que l'Algérie est un des pays qui présente un panorama de bijoux le plus diversifié au monde tout en gardant une certaine authenticité.

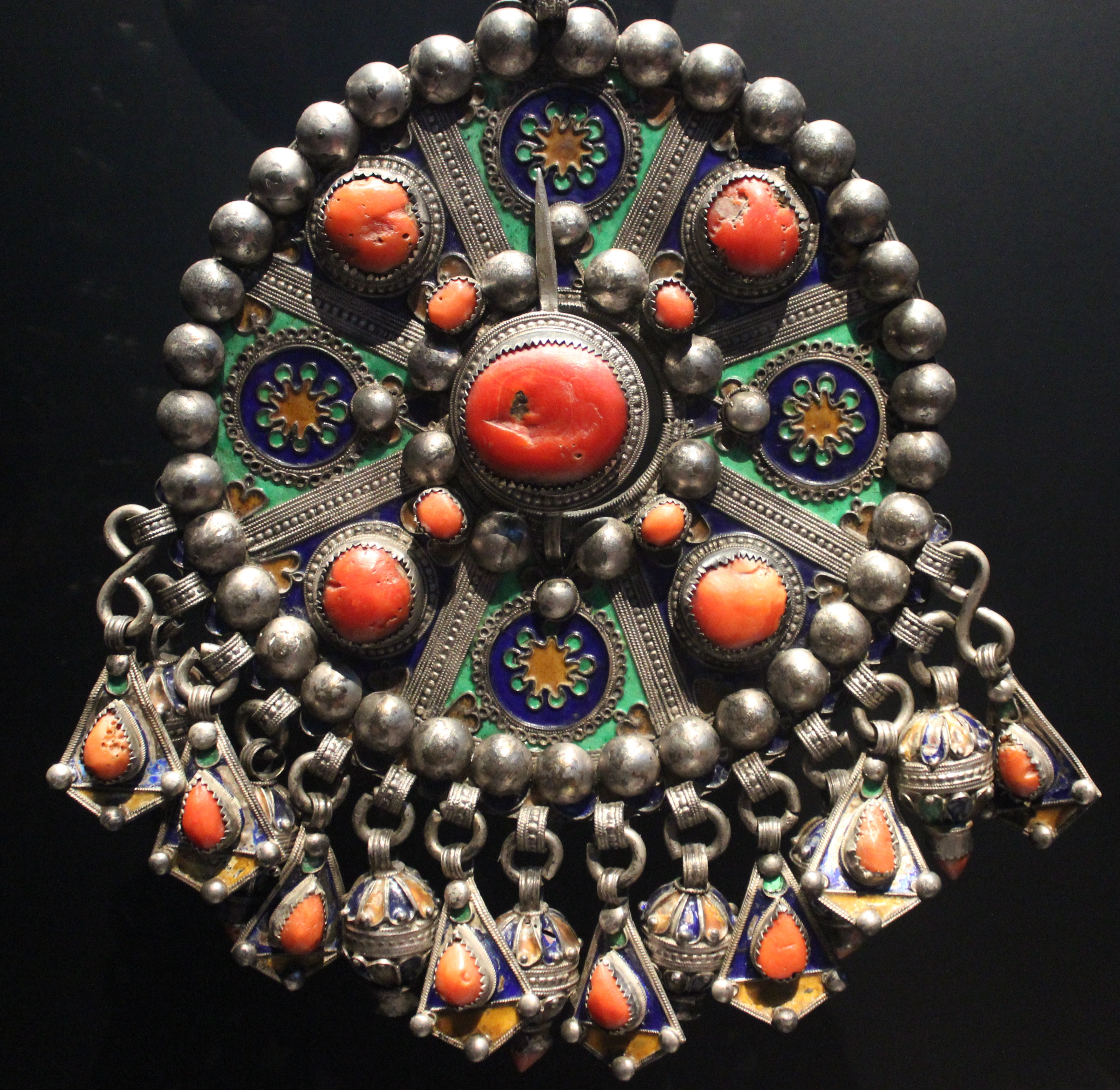
Fibule d'Algérie, musée du quai Branly, Paris.

En grande Kabylie, notamment, par dizaines et jusque dans les moindres villages, les bijoutiers produisent les bijoux faits de plans d'argent, cloisonnés de fils ou filigranes, sertis de corail ou émaillés dans les nuances bleu foncé, vert et jaune, dont les principaux sont les bracelets de bras ou de chevilles, les boîtes d'allumettes, bagues, colliers, broches, fibules, croix du Sud, etc.

#### Kabylie
Les bijoux de Kabylie sont très connus au Maghreb pour leurs couleurs vives et leur raffinement. Constitués d'argent (comme tous les bijoux ruraux du Maghreb), ils sont ornés de coraux récoltés en Méditerranée ou parfois d'émaux.
Le bijou kabyle est authentiquement berbère dans la forme et l'utilité mais il doit en partie son apparence colorée à l'influence des Andalous qui ont introduit l'émaillage dans cette région.
Il y a plusieurs sortes de bijoux qui correspondent à des usages particuliers : broches de front ou de poitrine (tavrucht) et fibules (tabzimt), qui retenaient les robes en divers points, ceintures (tahzamt), colliers (azrar), bracelets (azevg), bagues (tikhutam) et boucles d'oreilles (talukin).
Les orfèvres kabyles les plus illustres sont les Aït-Yenni de Grande Kabylie. Il existe de plus en Petite Kabylie un type de bijou forgé semblable à ceux des Aurès.

#### Aurès

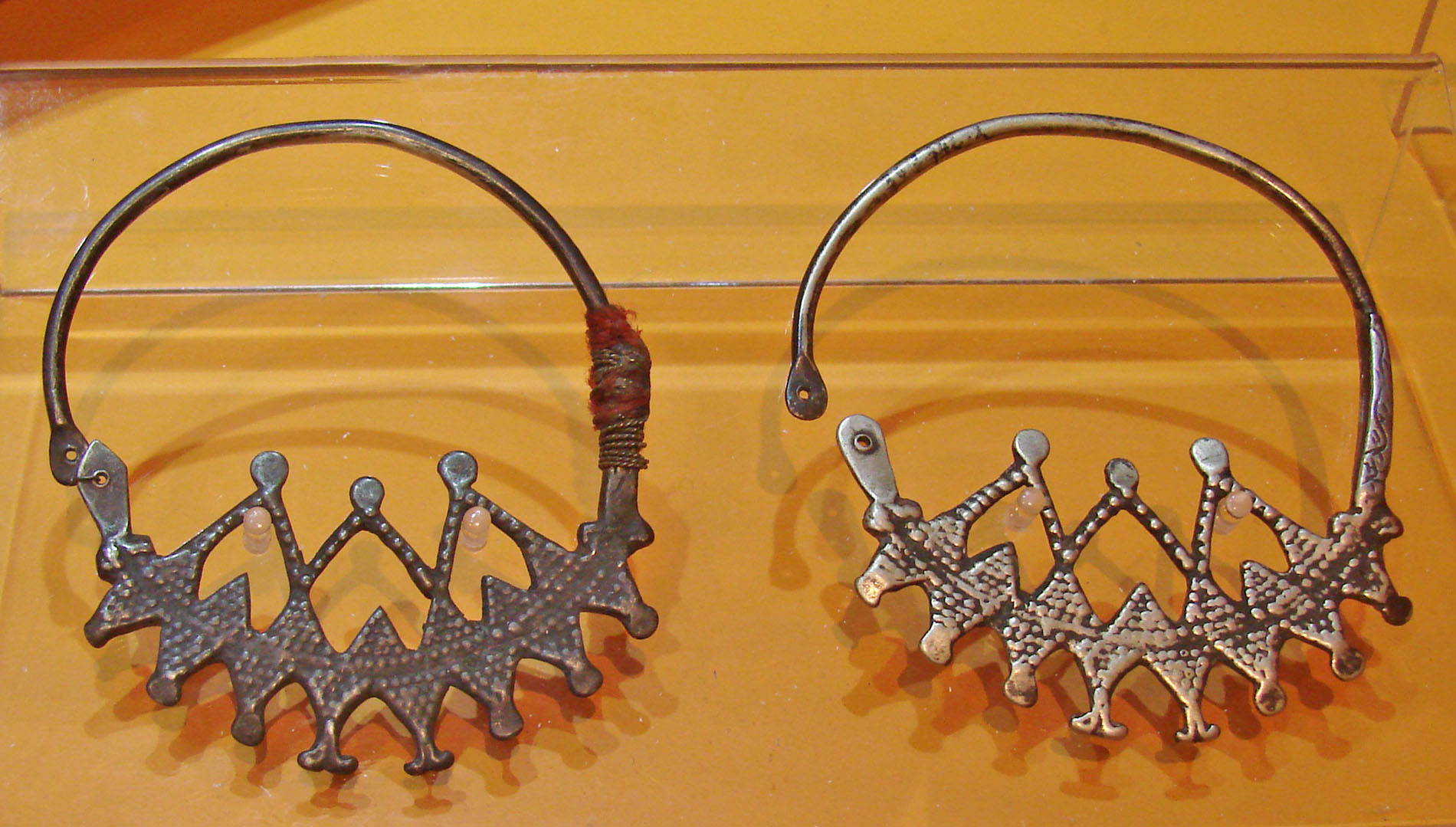
Bijoux chaouis, Musée de l'Homme, lors d'une exposition consacrée à Germaine Tillion

Le bijou des Aurès est plus sobre que celui de Kabylie. Il se distingue aisément de celui des autres régions grâce à la présence inévitable des longues chaînettes agrémentant les colliers, les boucles d'oreille, les fibules, etc...
Si le corail s'inscrit en sertissure dans la plupart des bijoux anciens, ce sont les verroteries multicolores qui ornent principalement les bijoux actuels.

#### Hoggar

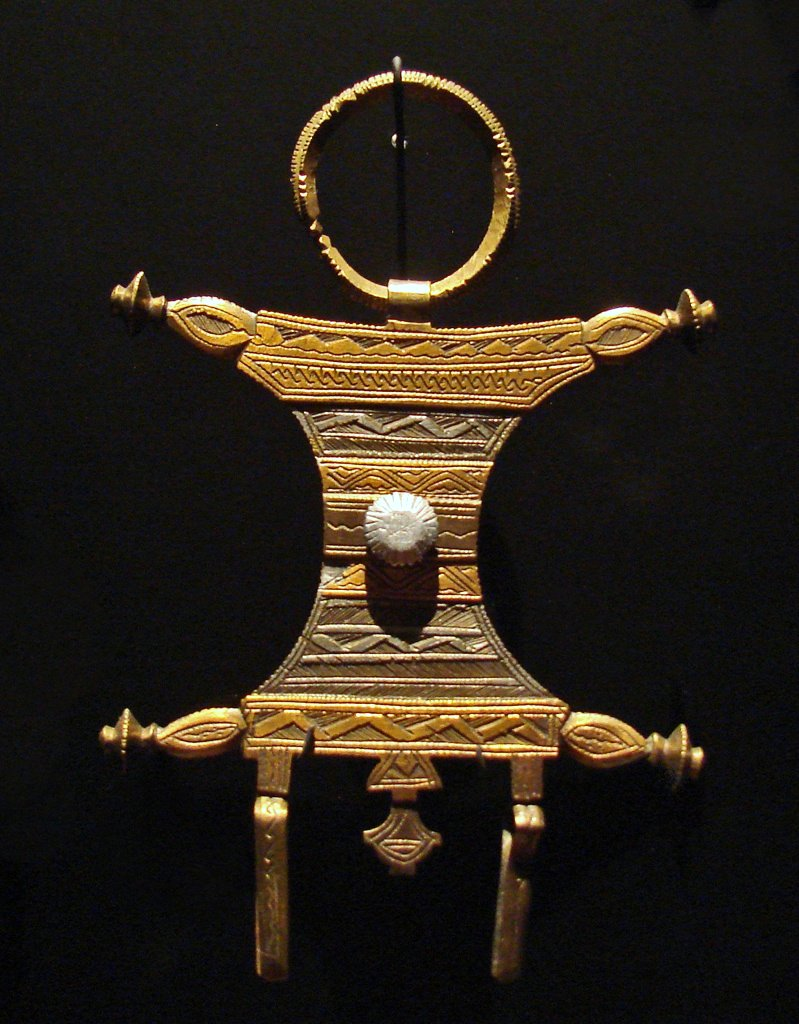
Bijou touareg, musée du quai Branly, Paris

Le bijou touareg a su garder son authenticité à travers l'histoire. L'outillage reste très simple, il consiste en un soufflet en peau de mouton, un chalumeau à bouche, une cisaille, quelques poinçons, des creusets et des limes. Pour fabriquer ses bijoux, l'artisan utilise les deux procédés les plus courants : le moulage et le martelage. Les matériaux les plus employés sont l'argent et le cuivre.
Il y a différents types de bijoux spécifiques de la région : Tasralt (pendentif en argent ayant la forme d'un losange), Tineralt qui est plus connu sous l'appellation de croix d'Agadès, Khomessa (formé de 5 losanges et ayant des attributs magiques), Téreout n'azref (un étui d'amulettes), tisegin (les bagues) et ihebgan (les bagues).

### Tapis
- Les tapis: points noués de Tébessa, Guelma, Annaba, Skikda, des Nemencha et du Hodna, du Guergour, de Laghouat, de Biskra, d'El-Oued, du Mzab, de Cherchell, de Sour El-Ghozlane, de Mascara, de Tlemcen, du Djebel Amour des Aurès[9], tissés en poil de chèvre et laine, décorés de simples bandes transversales ou somptueusement parés de motifs losangiques en points multicolores, Dragga ou tapis tissés faits autour des Babors, servant de séparation à l'intérieur des Khaimas (tentes), étonnantes compositions issues de la conjonction des décors traditionnels berbères et des apports d'Orient.

#### Tlemcen
Dans la région de Tlemcen, on tisse des tapis ras destinés à un usage principalement utilitaire. Ils sont représentés par des couvertures, souples souvent de grande taille, et des tentures. Tissés soit au métier à haute lisse, soit, pour certains types, au métier à basse lisse.
Les tissages de Tlemcen sont reconnaissables à leurs ornements composés de bandes horizontales et de motifs aux formes géométriques. Il s'agit, en effet, d'une forme de tapis berbère mais avec des motifs moins complexes que ceux retrouvés dans d'autres régions comme en Kabylie ou chez les Mozabites. Cependant, la simplicité du tapis de Tlemcen lui confère un charme unique.

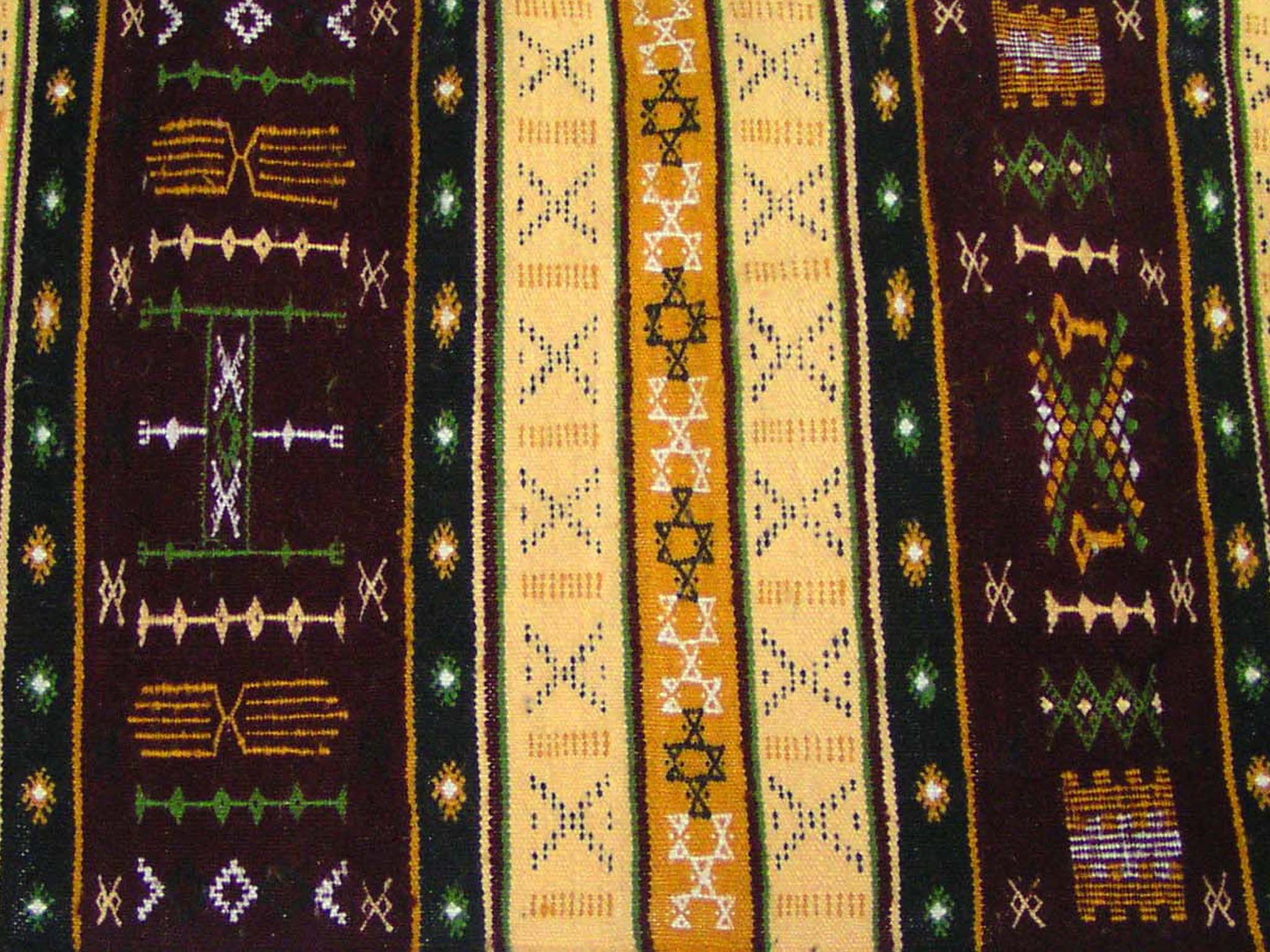
Tapis de Kabylie.

Les bandes horizontales du tapis de Tlemcen sont caractérisées par certains motifs typiques à la région, tels les losanges, les damiers carrés et rectangulaires. Certains tapis présentent une forme asymétrique, mais on peut également retrouver des tapis exécutés au métier à basse lisse, appelés "hchaïchi", qui présentent une forme symétrique, avec bordure et dont le champ est composé de grands carrés décorés.

#### Kabylie, Mzab et Aurès
Les tapis amazigh sont faits de laine (mouton, chameau...) . Ils sont destinés à un usage domestique et considérés comme du mobilier, sur le sol ou les murs, voir religieux, pour la prière. L'art du tapis se conserve dans quelques villages de Kabylie et dans le Hodna mais surtout dans le Mzab. Il existe même des fêtes du tapis, comme celle des Ait Hichem, ou de la vallée du Mzab, où sont exposées des productions de toute l'Algérie.

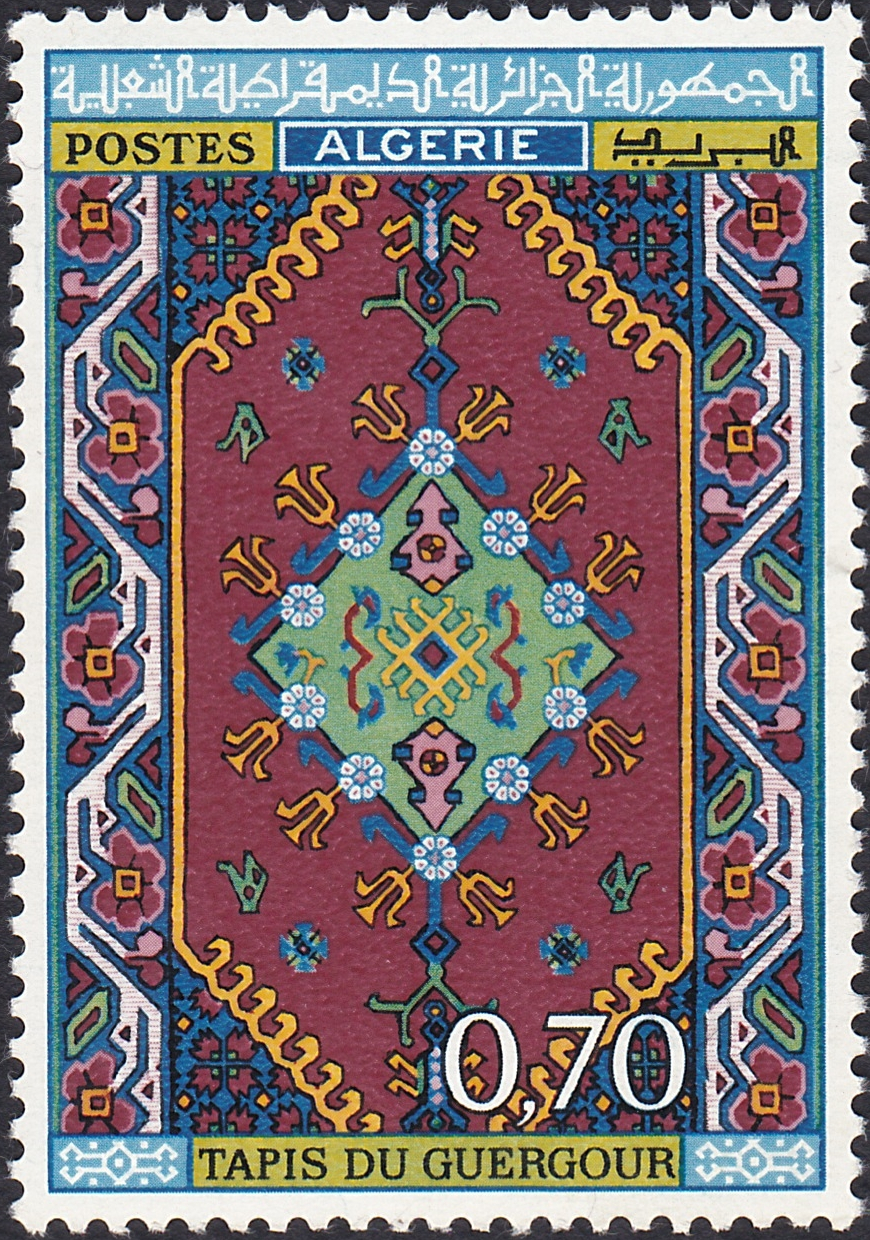
Timbre de l'Algérie de 0,70DA aux motifs de Tapis du Guergour, émission de 1968.

Pour la seule Kabylie il y a plusieurs variétés de tapis, ceux d'Ait Hichem aux motifs transversaux, ceux de Aït Zmenzer et des Ouadhias.
Dans le panorama des tapis d’Algérie, les tapis dits Guergour, région située entre Sétif et Bejaïa, en limite de la Petite Kabylie, occupent une place tout à fait à part, à la fois par leurs conditions de production et par leur esthétique. Apparus tardivement dans la 2e moitié du xixe siècle, ils ont disparu assez vite autour des années 1930 après avoir connu un éclat très vif mais plutôt bref. Commandités par une clientèle fortunée de notables, ils étaient considérés comme des tapis d’apparat, un signe éminent de luxe ou de prestige. Mais c’est surtout leur esthétique très particulière qui les distingue de tous les autres tapis d’Algérie, et du Maghreb en général,.
Les motifs des tapis remontent à des temps très anciens, au Paléolithique. On note par ailleurs une très forte ressemblance entre les productions de Kabylie et de la vallée du Mzab. D'une manière générale, le tapis amazigh est très coloré et constitue un objet de décoration très demandé.

### Dinanderie
La dinanderie existe en Algérie depuis le Moyen Âge. Les artisans emploient la feuille de cuivre pour fabriquer des ouvrages à des fins utilitaires et décoratives. Pendant la période ottomane, le savoir-faire algérien s'est enrichi de motifs et de techniques venues d'orient. Les grands centres en Algérie sont Alger, Tlemcen et Constantine. Dans le Sahara à Ghardaia et Tindouf surtout, il y a aussi un type de dinanderie dont les œuvres sont plus massives et arrondies pour avoir une meilleure stabilité sur le sable.

#### Villes du Nord

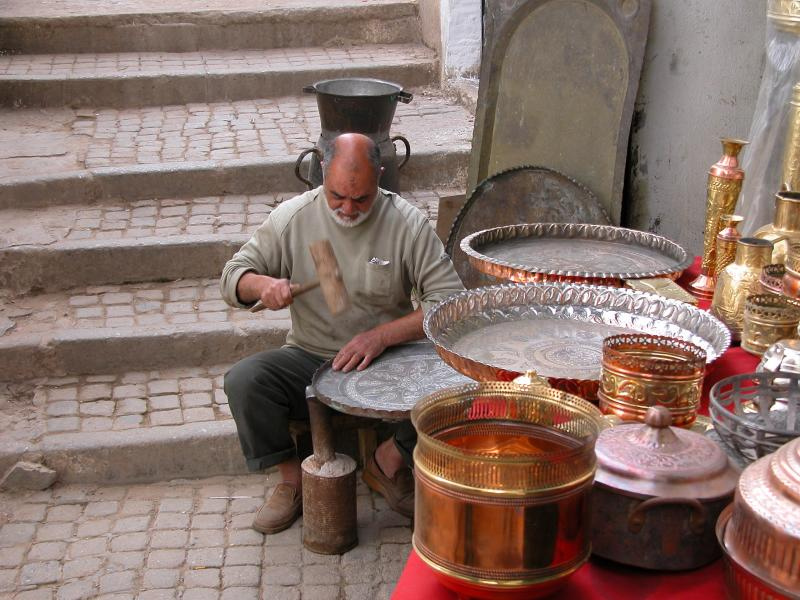
Un artisan dinandier à la Casbah d'Alger

Actuellement les objets artisanaux en cuivre tendent à miser sur la valeur décorative au moyen de riches ornements étant donné que sur le plan utilitaire ils sont concurrencés sévèrement par les produits manufacturés.
Les objets fabriqués à Alger sont les co mahbess, les Berreds (théières), les El Brik ou Tassa (aiguière et récipient) pour les ablutions, El Mordjen (seau qui sert à recueillir l'eau du puits) et surtout El Siniya qui est un plateau à thé et pâtisserie.

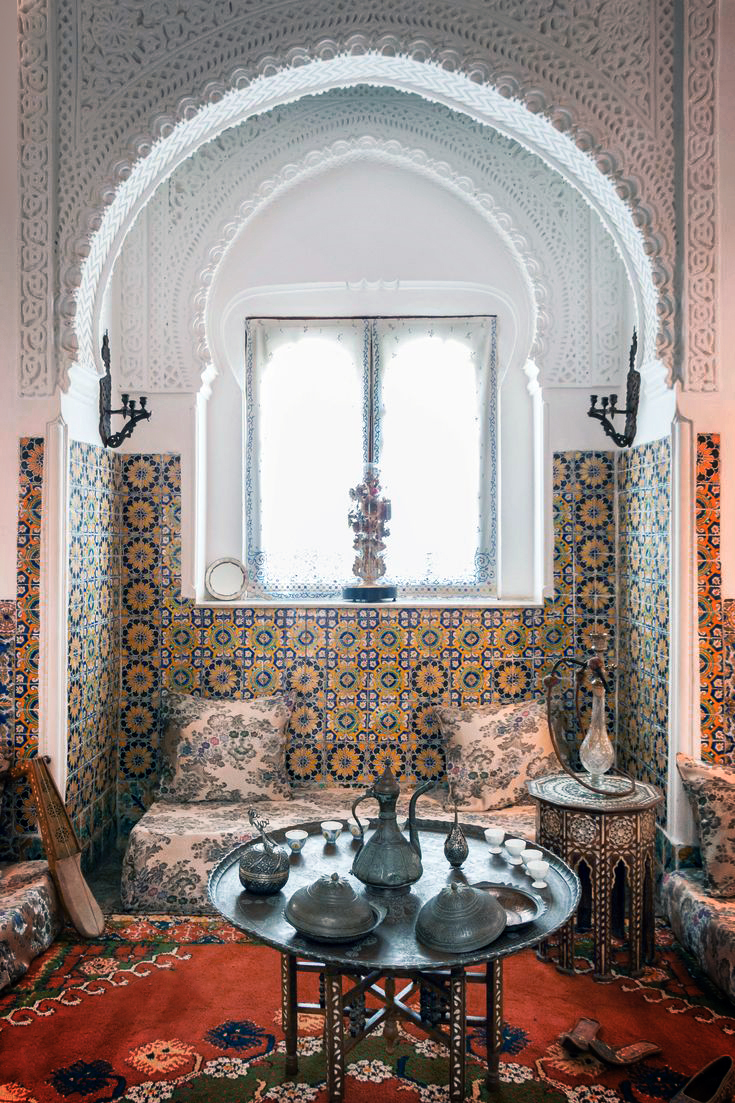
Siniya au premier plan du salon traditionnel algérien, Musée national du Bardo, Alger (Algérie), XVIIIe siècle.

Les objets emblématiques de Constantine sont El Siniya plateau-table emblématique des intérieurs algériens en cuivre ciselé avec ses pieds en bois sculptés, El-Kattara (égouttoir) un objet qui sert à produire des parfums de rose et de jasmin et el Kirouana  sorte de bassine aux parois légèrement évasées, utilisée pour la toilette. Constantine est la ville qui intègre le plus de motifs orientaux. D'ailleurs la ville a gardé son souk enhassine (marché du cuivre) dans le médina. Les villes d'Alger et de Constantine sont aussi connues pour les lampadaires et les lustres en cuivre.
La ville de Tlemcen se distingue par ses très grands lustres ornés d'arabesques, ses poignées de porte très richement décorées, des supports de livres et ses grands Siniya (plateaux) aux motifs locaux.

#### Au Sahara
Ghardaïa est spécialisée dans la production de petit plateaux peu décorés et de bouilloires alors qu'à Tindouf l'artisanat du cuivre se retrouve dans les théières, marmites, bassines et parfois les motifs très fin des bijoux en cuivre rouge et jaune. Dans le Sahara la dinanderie reste à production utilitaire de transumance nomade légère et non décorative fixe, ce qui explique le contraste avec les villes du nord.

### Travail du bois

#### Le Sendouk (coffre sur pied)
Fabriqué dans la Casbah d'Alger, important centre de travail du bois, Le Sendouk est un meuble coffre sur pied en bois est soit orné de motifs peints, soit ciselé et orné de pièces métalliques de décoration (clous, charnières etc). Ce meuble est appelé « coffres de mariée » car il sert souvent, en milieu rural notamment, à accueillir le trousseau de mariage. Il comporte deux poignées de chaque côté et une serrure pour en assurer la fermeture. L'ornement se compose de motifs souvent à caractère floral, qui font occasionnellement place à des représentations d'animaux comme le coq ou le paon.

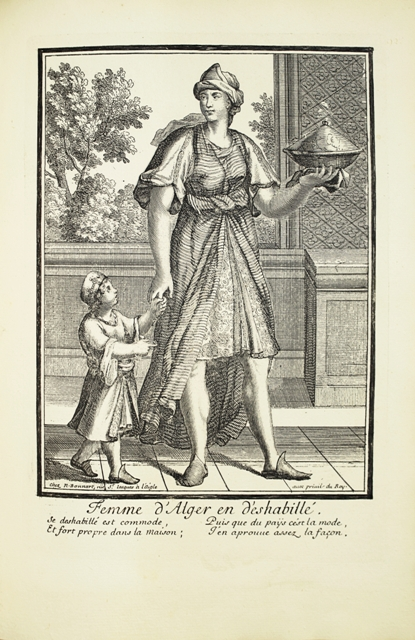
Une femme d'Alger portant un tajine - XVII siècle

#### Ustensiles de cuisine
Le Tajine en céramique existe partout au Maghreb et l'Algérie en compte de différentes formes aussi variés que la cuisine algérienne. Le Tajine, c’est le contenant et le contenu. Le Ham lahlou (viande sucrée), par exemple, se sert dans un tajine en qui ne dépasse pas les 10 centimètres de haut. Le Couscous est servi dans un tajine de plus de 15 cm, d'autres sont utilisés pour la cuisson du pain avec parfois des protubérances qui font des dessins sur le pain. Ils ont des noms différents : le Tajine nemra, le Mserreh, le Mri  (qui veut dire miroir) pour cuire les feuilles de Chakhchoukha, le May pour cuire la feuille de brick, le Qasd où on met l’huile d’olive. Le Khlih (la viande séchée conservée utilisée en hiver) a son ustensile propre.

### Poterie et céramique
Georges Marye, un des responsable de la mission de l’Afrique du Nord dépendant du ministère de l’Industrie en 1891, formée de l’archéologue Paul Gauckler et les architectes Georges Doublet, Lucien-Léon Woog et Bertrand Pradère, est spécialement chargé « des recherches d’archéologie musulmane et de l’organisation d’un musée d’art arabe à Alger ». Il est le seul membre de cette mission qui restera rattaché à l’Algérie et identifie trois traditions artistiques qui cohabitent et définissent la spécificité des céramiques d'Algérie : la tradition Amazigh, la tradition Mauresque et l’influence orientale persane.

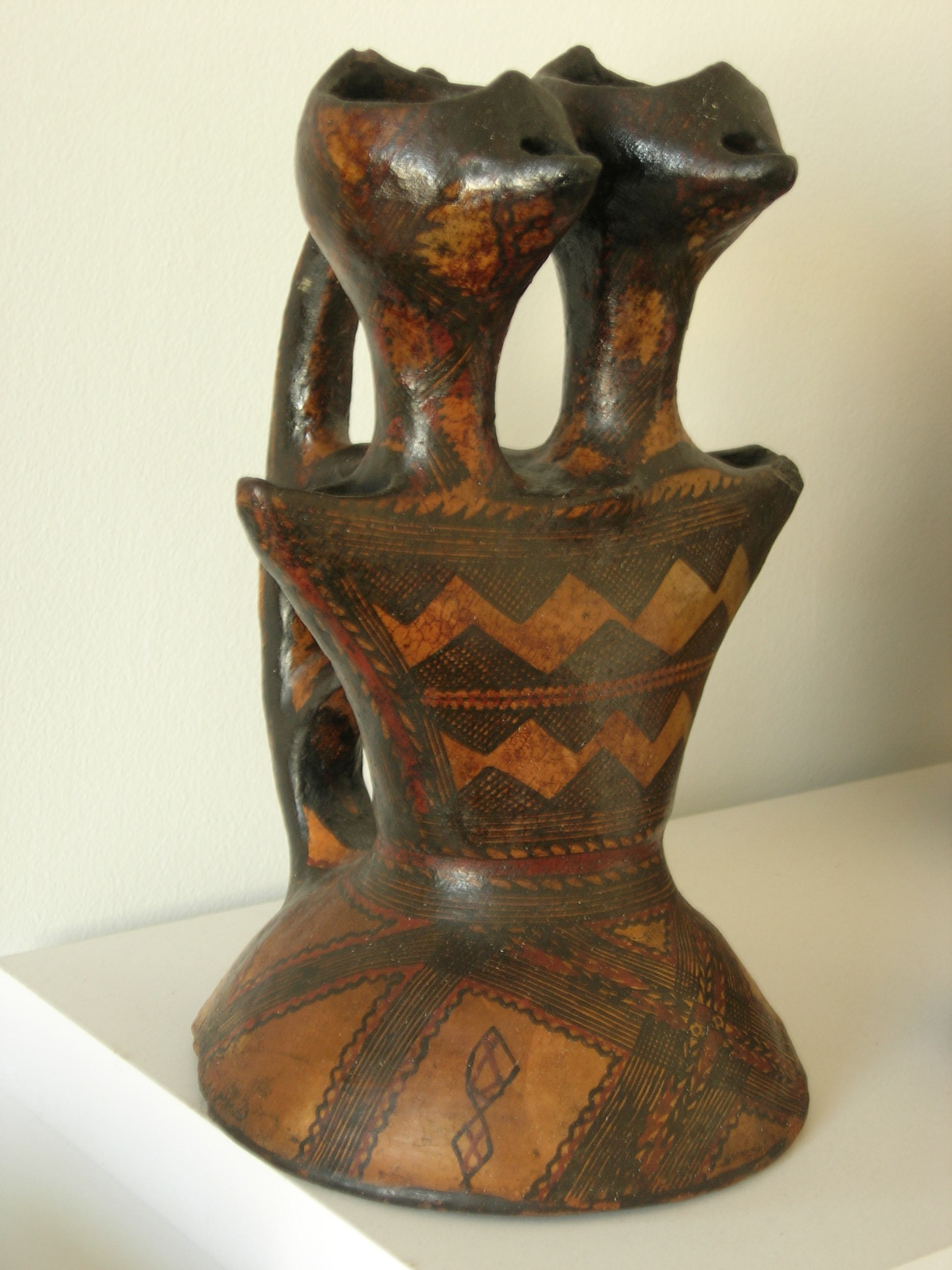
Lampe à huile double en céramique ancienne de Kabylie.

#### Kabylie
Les poteries: modelées, dont la décoration remonte au fond des âges, la technique, la forme, le décor sont identiques à ceux extraits des dolmens, reliques vivantes des premières civilisations, poteries dont les plus modestes sont susceptibles d'être exposées dans les vitrines de collectionneur
Alors que la fabrication des tuiles est effectuée par les hommes, la poterie à usage domestique est un travail réservé aux femmes. Elle est faite d'argiles de différentes couleurs selon les gisements. Les signes utilisés pour la décoration remontent pour certains à la Préhistoire et aux origines de l'alphabet tifinagh. La coloration se fait à base de kaolin ou d'oxyde ferro-manganique, ce qui permet d'obtenir des teintes vives.
La poterie a une utilité pratique mais aussi religieuse : les familles s'en servent pour orner les mosquées et les mausolées des saints soufi et des  marabouts (imravten). Elle tient aussi un rôle important dans les fêtes, notamment pour la cérémonie du henné.

### Travail du cuir

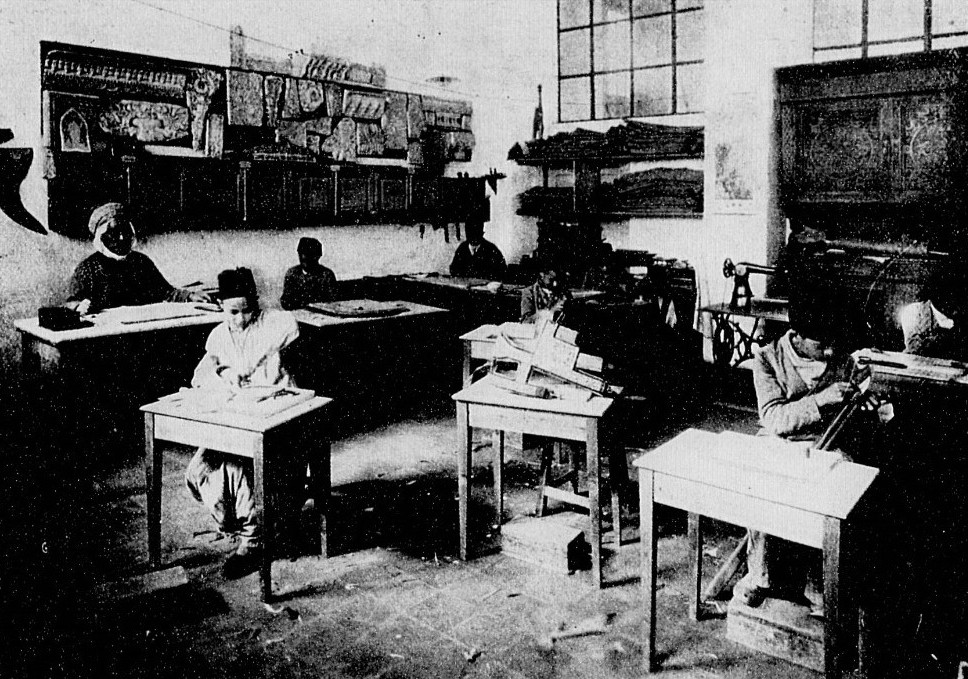
Le travail du cuir à Oran (1930).

Le cuir pour sa souplesse et sa résistance est utilisé en Algérie pour la confection d'une multitude d'objets (selles de cavaliers, babouches, poufs, sacs, etc.). Les centres les plus actifs sont les hauts plateaux, le Hoggar et le Mzab. Les grandes villes comme Tlemcen, Constantine ont conservé le savoir-faire de tannerie artisanale (debbaghines), mais actuellement ce savoir-faire se perd face à la concurrence des cuirs traités en Europe.
L'artisanat des Touaregs en ce domaine présente des originalités comme le taghallabt, un objet en forme de portefeuille ou aghreg, le sac de voyage. Le cuir de la région provient des chèvres ou des dromadaires. Il est coloré d'oxyde de cuivre lui donnant des teintes vertes et orné de symboles inspirés de l'alphabet tifinagh.
En Kabylie les peaux de mouton et de chèvre sont aussi transformées parfois pour faire des outres et des sacs de voyage sans décoration.
Actuellement le secteur du cuir algérien est en pleine crise et nécessite une réhabilitation face à la mondialisation et une concurrence sévère.

### Vannerie
Les vanneries algérienne sont confectionnées à partir fibres végétales de plusieurs sortes. Du fait de la disponibilité de l’alpha, du raphia et du palmier nain la vannerie connait un développement important en Algérie. L’alfa sert notamment à la fabrication d’ustensiles de cuisine (plats et dessous de verres, ronds de serviette, plateaux, coquetiers, coffrets pour dattes) pour les nomades car elle est légère à transporter. La vannerie en alpha et raphia est pratiquée par les femmes.
Vanneries: du Touat Ouest saharien, du Hoggar, de Kabylie, délicates dans leurs gammes de verts et jaunes. blanche de Dellys, colorée d'Oued Rhiou. La vannerie fine de raphia dont la décoration est souvent empruntée aux motifs relevés sur les poteries,,.
L’osier fut ensuite employé lors de son introduction par les colons français, plus souple, plus pratique, plus esthétique aussi, il permet d’élargir la gamme des produits de la vannerie (grosse vannerie – coffres, fauteuils, paniers, corbeilles à linge, à pain, à fruits, berceaux et landaus, vannerie de décoration…) Le roseau est employé pour la confection de grandes corbeilles et pour les nattes servant à la consolidation des plafonds des maisons traditionnelles. La vannerie en roseau emploie une main-d’œuvre masculine. Pratique millénaire, mais pratique en voie d’extinction à l’instar des autres domaines de l’artisanat traditionnel avec la concurrence de produits plus modernes et standardisés dont le plastique,.

### Broderie et Costumes
De par la grande superficie du pays, les tenues varient selon les régions.

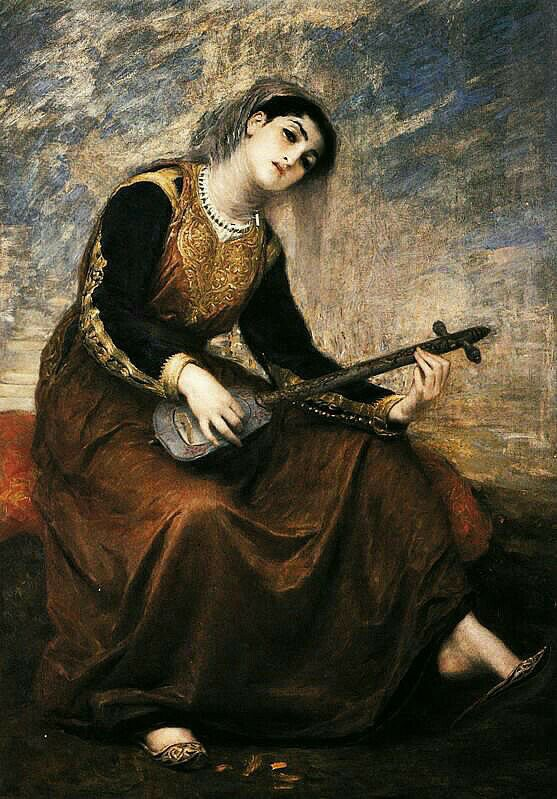
Femme algérienne du XIXe siècle en tenue garnie de broderies d'or.

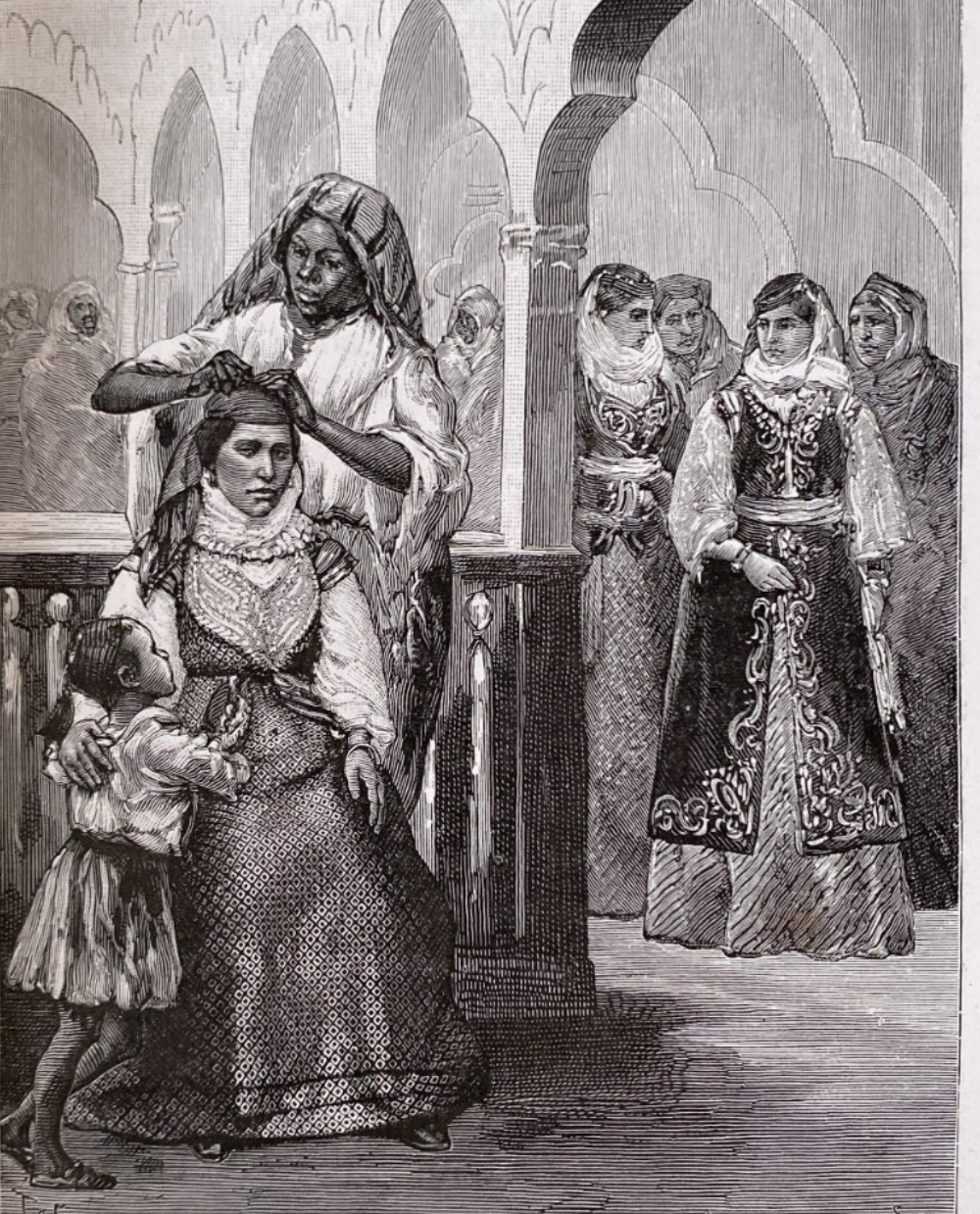
Préparatifs d'un mariage en Algérie au XIXe siècle, femmes en gandoura et caftan algérien.

En Algérie, la broderie est un artisanat pratiqué aussi bien en ville qu'en milieu rural. Alors que la broderie citadine s'est enrichie des influences de la décoration andalouse et orientale, la broderie rurale, elle, conserve dans certaines régions la décoration berbère faite de ces mêmes motifs géométriques qu'on retrouve sur les tapis et autres poteries comme dans les hauts plateaux en Kabylie, dans le Mzab, le Hoggar et les Aurès.
Le tarz (broderie) est aussi symbole de raffinement, de sérénité et de sérieux, chez les femmes qui le pratiquent.
Les matières utilisées sont aussi bien la laine, la soie, le coton, le velours ou le lin selon les régions et l'usage réservé. Même si le fond berbère est prédominant et donne une unicité à cet art, l'apport andalou n'est pas négligeable, de ce fait le Maghreb hérite dès le XVe siècle de ses incidences artistiques dont les villes d'accueil sont Tlemcen et Alger principalement.
Les villes de Alger et Constantine se sont enrichies des apports orientaux par le biais des Arabes et des Ottomans. Dans les hauts plateaux et dans l'ouest, la broderie en fil d'or sur du cuir sert à orner les selles des cavaliers.

#### Le Caftan
Le caftan, introduit à Alger à l'époque de la Régence, va connaître d'importantes évolutions. Il fut introduit en Algérie lors de l’apogée de l’Empire ottoman en l’an 1515. C'est à partir de cette époque qui a vu naître le Caftan Algérien.
La principale étant la féminisation de ce costume royal par les artisans tailleurs algériens, afin que les femmes d'Alger puissent également le porter, d'une part. D'autre part, avec l'introduction d'éléments culturels du patrimoine algérien, dans sa confection. Les artisans algériens virtuoses des métiers du textile donneront un nouvel aspect au Caftan venu d’Asie en lui incorporant des motifs luxueux hérités du faste des anciennes dynasties berbéro-arabes.
D'abord réservée aux Algéroises les plus aisées, les femmes des couches moyennes accèdent à la ghlila, entre le XVIe et XVIIe siècles. Elle se décline en deux versions : celle « modeste », issue du modèle local du XVe siècle et celle « distinguée » plus proche du modèle turc. Puis, deux autres dérivées vont s'introduire dans le paysage vestimentaire féminin : la frimla et la ghlila dite djabadouli, semblable à la ghlila, mais munie de manches longues fixes, portée en hiver ou en mi-saison.
Aujourd'hui, le caftan est principalement porté par les femmes lors d'occasions importantes, telles que les mariages, les grandes réceptions ou les fêtes religieuses.

#### Le Karakou
Le karakou (arabe : كاراكو) est un costume traditionnel algérien, plus précisément algérois, apparu au XIXe siècle que certaines Algéroises continuent à porter dans leur vie quotidienne. Descendant de l'ancienne ghlila, il demeure un costume de cérémonie. La réputation de ce costume ne se limite pas à l'Algérie, car il séduit désormais les grands créateurs mondiaux. La ghlila djabadouli abandonne au XIXe siècle, son décolleté et sa forme trapézoïdale, ce vêtement qui devient cintré à la taille, n'a plus la forme d'une ghlila, on le qualifie désormais de caraco.
Le Burnous

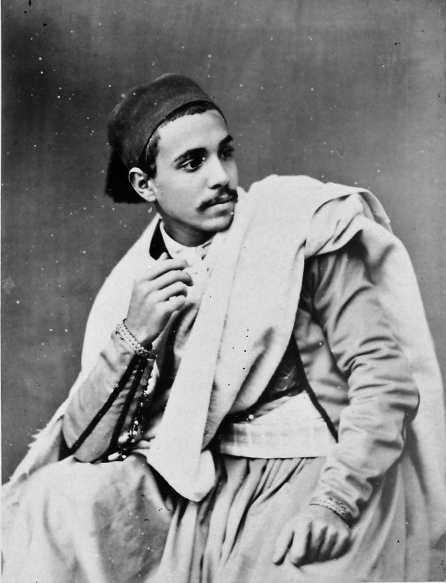
Jeune homme algérien portant un burnous blanc/beige, XIXe siècle

Le burnous (en berbère ⴰⴱⵕⵏⵓⵙ, abernus, en kabyle ⵉⵠⵉⴷⵉ, ividi ou abernus, en chleuhⴰⵙⵍⵀⴰⵎ aslham ; en arabe maghrébin برنوس) est un manteau en laine, long, sans manche et avec une capuche pointue, porté essentiellement chez les Maghrébins et était le vêtement traditionnel des spahis. L'ancienneté du burnous est une question restée en suspens et non totalement résolue jusqu’au jour où A. Berthier et F. Logeait mirent au jour, les gravures rupestres de Sigus, au sud de Constantine, où une figurent des représentations de personnages qui portent une ample cape à capuche. Durant l'antiquité, ce vêtement portait le nom de byruss Numidicus, ce qui signifie « manteau à capuche numide », Il est notamment mentionné ainsi dans Expositio totius mundi et gentium.[source insuffisante]

#### Le Mzab et les autres oasis
Les costumes féminins du sud algérien sont complexes. Les costumes vernaculaires des oasis, comme Ouargla, El Menia, Beni Abbès ou Timimoun, parviennent à se préserver de toute forme d'acculturation.
Dans le Mzab, la cité de Ghardaïa révèle un patrimoine vestimentaire diversifié, en dépit du rigorisme ibadite. Le costume mozabite se distingue surtout dans sa nature métissée, à la fois citadine et rurale. Le vêtement le plus ancien est la melhafa (timelhafa en mozabite), similaire au elhaf aurassien et l'akhellal kabyle. L'hiver, le timelhafa était en lainage et l'été en cotonnade. Elle est maintenant rarement portée.

La complexité des costumes féminins du sud algérien contraste avec la précarité des conditions de vie qui sévissent dans les régions désertiques. En bordure du versant sud- ouest du massif de l’Aurès, entre Biskra et El-Bayadh, en passant par Bou-Saâda et Laghouat, les tribus sédentaires et nomades qui peuplent les Hauts Plateaux et l’Atlas saharien obéissent à des traditions vestimentaires aux origines antiques. Parmi les costumes les plus caractéristiques, ceux des monts des Ouled Naïl et du Djebel Amour sont destinés à devenir représentatifs des villes de Biskra et de Bou-Saâda, dès le XIXe siècle. Apparentés aux costumes aurésiens, ils s’organisent autour du péplum à fibules et accordent un rôle primordial à la parure, en particulier aux bijoux de tête.